# 凤亭乡
凤亭乡，是中华人民共和国贵州省黔南布依族苗族自治州罗甸县下辖的一个乡镇级行政单位。
2014年2月14日，贵州省人民政府批复同意罗甸县行政区划调整，新设置的凤亭乡辖原凤亭乡、班仁乡，乡人民政府驻凤亭村。

## 行政区划
凤亭乡下辖以下地区：
凤亭村、交吾村、国光村、抗村、良坪村、勤丰村、联明村、高山村、仁兴村、红光村、金祥村、班台村和班仁乡。